# سامي الطرابلسي
سامي الطرابلسي (من مواليد 4 فيفري 1968)، هو لاعب دولي تونسي سابق تولى تدريب المنتخب الوطني التونسي لكرة القدم بين يناير 2011 وفبراير 2013. درب  نادي السيلية القطري، ثم تم تعيينه مجددا مدربا للمنتخب الوطني التونسي يوم 10 فبراير 2025.

## كلاعب
كلاعب نشط أساسا في النادي الصفاقسي وانتمى للمنتخب بين 1994 و2001، وقد كان يشغل موقع قلب دفاع متقدم. بدأ مسيرته الرياضية مع نادي سكك الحديد الصفاقسي منذ سن الثانية عشر وتدرج في صفوفه إلى أن بلغ صنف الأكابر، وشارك لأول مباراة له على مستوى النخبة في موسم 86-87 أمام النادي الرياضي البنزرتي. انضم سنة 1993 إلى النادي الرياضي الصفاقسي وسرعان ما تألق معه بحصوله على الثنائي في موسم 1994-1995. تحصل معه سنة 1998 على كأس الكونفيديرالية الإفريقية بعد تغلبه على نادي جان دارك السينغالي. انضم في آخر مشواره الرياضي إلى نادي الريان القطري، قبل أن يعود إلى النادي الصفاقسي ويعتزل اللعب. لعب مع المنتخب التونسي أول مباراة له أمام غينيا بيساو في 4 سبتمبر 1994 في تصفيات كأس إفريقيا 1996. ساهم بطريقة كبيرة في وصول الفريق للمبارة النهائية في جنوب أفريقيا لكنه لم يشارك فيها بسبب الإنذار الثاني. شارك أيضا مع المنتخب في كأس إفريقيا 1998 و2000، وفي كأس العالم 1998. سنة 2003 قام برفع دعوى قضائية ضد قناة سكاي نيوز البريطانية التي قدمت صور له على أنها لنزار الطرابلسي الذي أدين بالتخطيط لتفجير السفارة الأمريكية في باريس.

## كمدرب
عمل لفترة كرئيس لفرع كرة القدم للنادي الصفاقسي تحت رئاسة صلاح الدين الزحاف، وفي أوت 2009 عين على رأس المنتخب الأولمبي التونسي. وفي جوان 2010 عين أيضا كمساعد لمدرب المنتخب الأول برتران مارشان. بعد إقالة المدرب الفرنسي في ديسمبر 2010، كلف بصفة وقتية بتدريب الفريق مكانه إلا أنه أمام نجاحه في الحصول على كأس أفريقيا للمحليين في السودان وقع تثبيته في المنصب في مارس 2011. ترشح الفريق تحت قيادته لكأس إفريقيا 2012 وللكأس إفريقيا 2013، وقد قدّم استقالته بعد انسحابه من الدور الأول للدورة الأخيرة، فوقع تعويضه بنبيل معلول. عاد الى المنتخب التونسي سنة 2025.

## وصلات خارجية
- سامي الطرابلسي على موقع الاتحاد الدولي (مؤرشف)  (الإنجليزية)
- سامي الطرابلسي على موقع قاعدة بيانات كرة القدم.إي يو (الإنجليزية)
- سامي الطرابلسي على موقع ناشيونال فوتبول تيمز (الإنجليزية)

- صفحة مخصصة لسامي الطرابلسي في موقع النادي الرياضي الصفاقسي